# Renée Lebas
Pour les articles homonymes, voir Lebas.
Renée Lebas, née le 23 avril 1917 à Paris 11e et morte le 18 décembre 2009 à Paris 16e, est une chanteuse et productrice française.

## Biographie
Née le 23 avril 1917 dans le 11e arrondissement de Paris, Renée Lebas (née Lieben) habite dans son enfance le quartier de la Bastille, avec ses parents, Juifs roumains immigrés en France, et sa sœur cadette. À la fin des années 1930 elle se lie d'amitié avec Nathan Korb, futur Francis Lemarque.
Renée Lebas exerce plusieurs métiers, dactylo, danseuse, journaliste, avant de remporter en 1937 un radio-crochet organisé par Radio-Cité. Elle commence comme interprète au cabaret La Conga, rue La Fontaine, et y rencontre Raymond Asso. Elle enregistre son premier disque en 1939 et signe un contrat avec Pathé en mai 1940.
En juin 1940, les Allemands sont à Paris. Interdite par l'occupant, elle se rend en zone libre. Paul Misraki lui propose de créer Insensiblement. Toujours en juin 1940, elle interprète Sur la route bleue, paroles et musique du compositeur André Grassi (1911-1972). Elle reprendra cette chanson en 1947. Elle se produit à Cannes en 1941, accompagnée sur scène par le pianiste Michel Emer, qui lui compose et écrit D' l'autre côté de la rue, puis L'Accordéoniste, qu'elle interprète et enregistre la même année.  
En juillet 1942, sa sœur cadette et son père sont emportés dans la rafle du Vel' d'hiv', puis déportés à Auschwitz. Sur les conseils de Francis Carco, elle décide de se réfugier en Suisse à Lausanne.
Elle enregistre en 1942 Insensiblement et D' l'autre côté de la rue qu'elle interprète sur les ondes de la Radio suisse romande en pensant à la situation en France. En 1943, elle enregistre 14 Juillet du célèbre antinazi suisse Gilles (Jean Villard) et la chanson Exil écrite par François Reichenbach, lui aussi exilé en Suisse.
À la Libération, elle revient en France. Elle est la première à enregistrer un disque dans des studios parisiens. Elle décide de se produire sur scène, à l'ABC et au théâtre de l'Étoile en 1946. On la retrouve ensuite à L'Européen, à l'Alhambra et à Bobino.

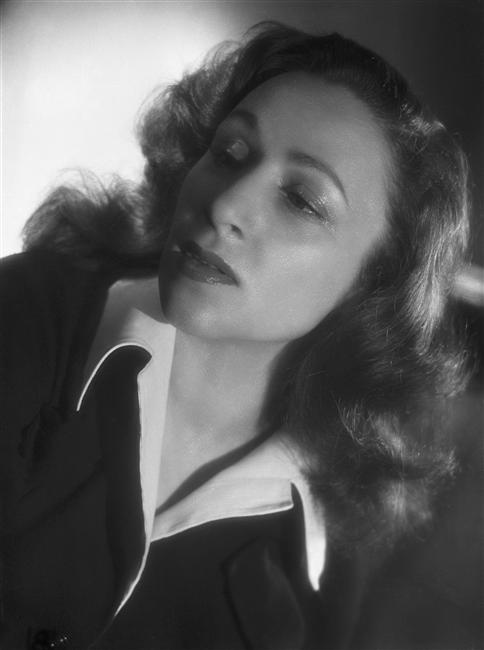
Renée Lebas en 1948 (photo studio Harcourt).

Elle s'entoure d'auteurs et de musiciens d'exception, notamment Norbert Glanzberg et Wal-Berg. Emil Stern lui compose en 1946 Où es-tu mon amour ? sur des paroles d'Eddy Marnay. En 1956, ce même duo écrit pour elle La Fontaine endormie ayant pour thème la Shoah, thème qu'elle est la première à évoquer en chanson. Elle crée La Mer de Charles Trenet,. De Léo Ferré, encore inconnu en 1948, elle enregistre Elle tourne… la Terre. Elle chante Charles Aznavour, Jacques Brel, Francis Carco, Francis Lemarque, Boris Vian. Elle enregistre Trois fois merci sans succès, alors que Jacqueline François en fait un tube peu après. Elle donne son dernier concert en 1963 et décide de se consacrer à la production de chanteurs et de musiciens, notamment Régine, Serge Lama, Tereza Kesovija et Maurice Vander (sous le nom de Steve Anderson, accompagné de Pierre Michelot et Kenny Clarke).
Dans les années 1960, elle crée la société de production et de distribution de films Cap Films. Cette société distribue notamment en France les séries télévisées Super Bug et Les Bubblies. L'acteur Pierre Brice est un temps son associé pour des coproductions avec l'Allemagne.
Elle meurt le 18 décembre 2009, à l'hôpital Michel-Ange, dans le 16e arrondissement de Paris, et est inhumée le 21 décembre au cimetière du Montparnasse (30e division),.

## Chansons emblématiques
- 1940 : L'Accordéoniste
- 1942 : D'l'autre côté de la rue
- 1942 : Insensiblement
- 1943 : Exil
- 1943 : 14 Juillet
- 1943 : Un petit bouquet de violettes
- 1946 : Garde l'espérance
- 1946 : Ils ont foutu ça dans le journal
- 1946 : Où es-tu mon amour ?
- 1947 : La Mer  (enregistrée à Radio-Genève le 14 juillet 1947)
- 1948 : Elle tourne… la Terre
- 1949 : L'Île Saint-Louis
- 1951 : Les Serments d'amour paroles de René Paul-Dil
- 1951 : Si tu partais pour la guerre paroles de René Paul-Dil
- 1952 : Paris canaille
- 1952 : Tire l'aiguille
- 1955 : Moi mon Paris
- 1955 : Sans blague
- 1955 : La Valse des lilas
- 1956 : La Complainte de la Butte
- 1956 : La Fontaine endormie
- 1956 : Mon ami réveille-toi
- 1957 : La Marie-Vison
- 1957 : Mets deux thunes dans l'bastringue